# Trioxys populi
Trioxys populi är en stekelart som beskrevs av Gu och Zhao 1997. Trioxys populi ingår i släktet Trioxys och familjen bracksteklar. Inga underarter finns listade i Catalogue of Life.